# رومئو نری
رومئو نری (به ایتالیایی: Romeo Neri) ورزشکار مرد رشتهٔ ژیمناستیک اهل کشور ایتالیا است. وی در بین سال‌های ‎۱۹۲۸ تا ۱۹۳۲ میلادی در مسابقات بازی‌های المپیک تابستانی در مجموع ۴ مدال، شامل ۳ مدال طلا و ۱ نقره را کسب کرد.